# جوزيبي أولداني
جوزيبي أولداني (بالإيطالية: Giuseppe Oldani)‏ (15 يوليو 1904 – القرن الـ20) هو ملاكم إيطالي راحل، مثّل بلاده في الألعاب الأولمبية الصيفية 1924.

## روابط خارجية
جوزيبي أولداني على موقع بوكس ريك (الإنجليزية) (registration required)
- جوزيبي أولداني على موقع أوليمبيديا (الإنجليزية)